# Cucuteni (Lețcani), Iași
Cucuteni este un sat în comuna Lețcani din județul Iași, Moldova, România.

## Obiective turistice
- Biserica Schimbarea la Față din Cucuteni - monument istoric construit în jurul anului 1777